# Plecoptera simplex
Plecoptera simplex là một loài bướm đêm trong họ Erebidae.